# 은하철도 999 (영화)
《은하철도 999 (영화)》(さよなら銀河鐵道 999: Galaxy Express 999)는 1979년에 개봉된 영화이다.

## 줄거리
1979년 일본 내 흥행 순위 1위(16억엔)의 성공을 거둔 극장판 <은하철도 999>. 일본에서 만화영화가 1위를 차지한 것은 이 작품이 처음이다.
먼 미래의 지구. 기계 백작에게 엄마를 잃은 데츠로는 복수를 하기 위해 신비로운 여인 메텔의 도움으로 은하철도 999호에 오른다. 999호의 종점 안드로메다 행성은 기계 몸을 거저 준다는 기계화 모성. 데츠로는 각각의 우주정거장을 거치면서 안타레스 산적과 하록 선장, 그리고 여해적 에메랄다스, 우주전사 도치로, 그리고 999호의 승차원 크리스털 클레아와 우정을 나눈다. 그러는 사이 데츠로는 유한하지만 따듯한 피가 흐르는 인간으로 남을 것인가 영원한 생명을 갖기 위해 기계인간이 될 것인가 사이에서 고민한다. 한편 종착역 안드로메다 행성에 도착한 데츠로는 아무 조건 없이 자신을 은하철도 999호에 승차하게 도와준 메텔의 정체를 알게되고 경악하는데...

## 출연

### 주연
- 노자와 마사코
- 이케다 마사코
- 아사가미 요코

### 조연
- 아소 미요코
- 후지타 토시코
- 긴가 반죠
- 히사마츠 야스오
- 이노우에 마키오
- 죠 타츠야
- 키미야 요시코
- 키모츠키 카네타
- 나야 고로
- 오하라 노리코
- 사이카치 류지
- 시바타 히데카츠
- 타지마 레이코
- 토미야마 케이
- 토타니 코지
- 츠보이 쇼코

## 기타
- 미술: 쿠보타 타다오

## 한국어 더빙 성우진(투니버스, 1997년)
- 우문희 - 철이 役
- 정희선 - 메텔 役
- 김기현 - 차장 / 안타레스 役
- 이명선 - 크레아 役
- 신성호 - 나레이션 / 캡틴 하록 役
- 이현진 - 에메랄다스 役
- 김나연 - 철이 엄마 / 라우로 엄마 役
- 최재호 - 라우로 役
- 박경혜 - 프로메슘 여왕 役
- 정승욱 - 기계백작 / 닥터반 役
- 최준영 - 기계사관 役